# 蔷薇猪毛菜
蔷薇猪毛菜（学名：Salsola rosacea）为苋科猪毛菜属的植物。分布在中亚地区、西伯利亚、蒙古以及中国大陆的新疆等地，生长于海拔700米至1,100米的地区，多生长于戈壁滩、山谷和含盐质土壤，目前尚未由人工引种栽培。